# Optare Solo
Der Optare Solo ist ein Niederflur-Midibus, der seit 1998 vom britischen Hersteller Optare (heute Switch Mobility) erbaut wird. Er ist sowohl als Links- und Rechtslenker-Variante erhältlich. Seit 2012 wird nur noch die modifizierte Version Solo SR gebaut.
Das ursprüngliche innovative Design mit einer Vorderachse vor der Eingangstür wurde mit einem Millennium Product Award und einem Queen's Award for Enterprise ausgezeichnet. 3857 Exemplare des Originalmodells Solo wurden zwischen 1998 und 2012 gebaut. Bis April 2017 wurden fast 1500 Solo SR gebaut.

## Konstruktion

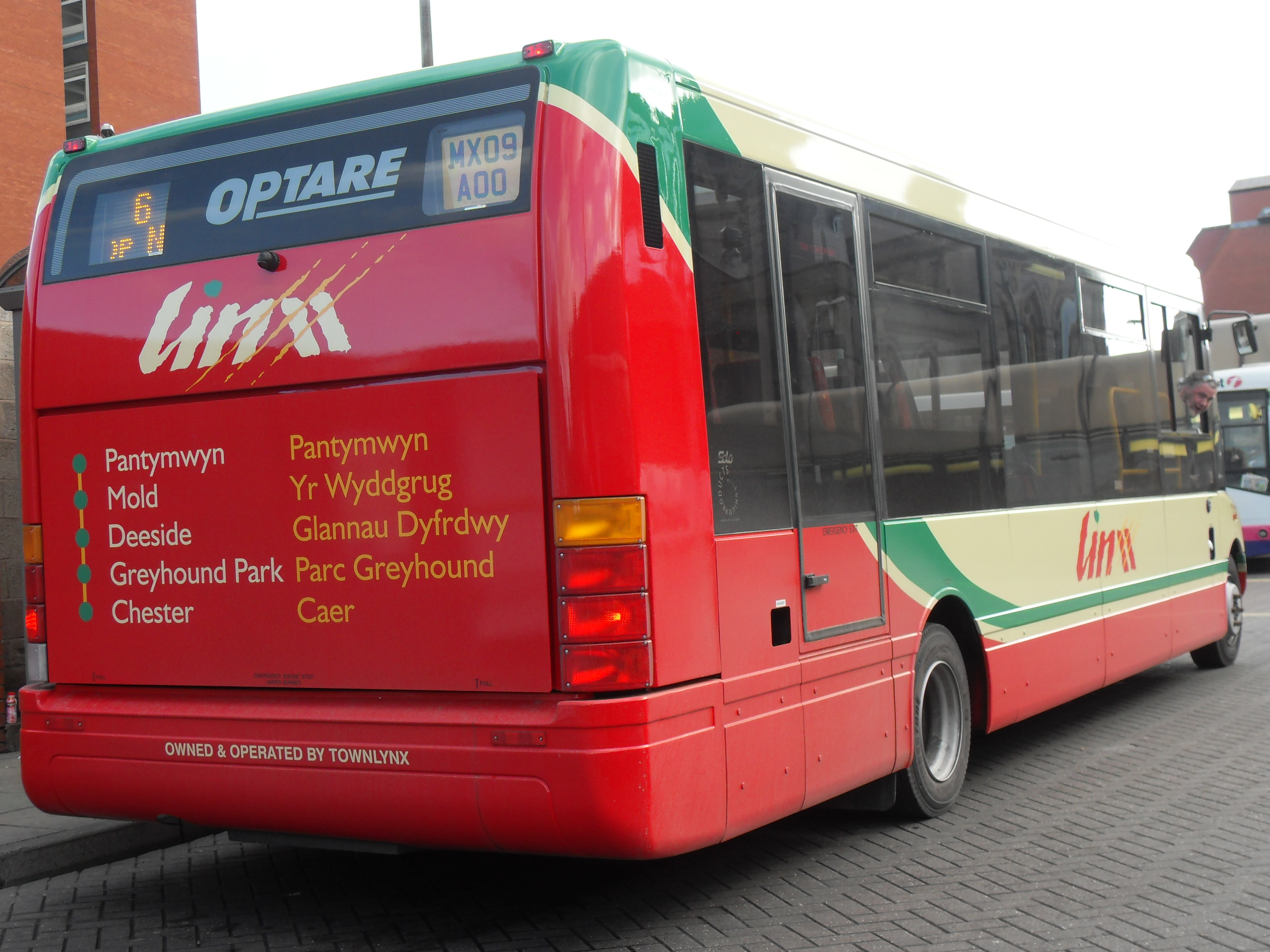
Heck eines Solo M880.Heck eines Solo M950. Der Unterschied zwischen den Rückleuchten im Vergleich zum oberen Bild ist gut zu erkennen.

Der Optare Solo ist ein modular aufgebauter Midibus, welcher über einen Stahlrahmen und GFK-Paneele verfügt. Anfangs wurde in ihm nur der Mercedes-Benz OM904LA-Motor, mit einer Leistung von 122 PS (91 kW) oder 147 PS (110 kW) je nach Spezifikation, verbaut. Dieser ist in der Regel mit einem Automatikgetriebe des Typs Allison 2000 kombiniert. Später gab es die Optionen, statt dem OM904 einen MAN-Motor oder einen Cummins ISBe 6-Zylinder-Motor mit einer Leistung von 185 PS (138 kW) einzubauen. Dazu gab es auch nun die Option eines 4-Gang Allison AT545-Getriebes. Im Jahr 2005 wurde ein Hybrid-Solo mit einem kleinen Dieselaggregat und einem Eneco-Batterieantrieb (heute Traction Technology) gebaut.
Der Solo ist als Fahrzeugpalette in verschiedenen Längen und Ausstattungsvarianten erhältlich. Die kleinst-mögliche Länge dabei ist 7,8 Meter. Dabei gibt der Fahrgestell-Typcode die Länge an – so entspricht M780 7,8 m, M850 8,5 m usw. Solos mit einem Cummins-Motor benötigten zusätzliche Heckkarosserien um den Motor auszunehmen, wodurch die Gesamtlänge um 0,3 m erhöht wurde.
Zusammen mit der Einführung des 9,9 m langen Modells wurde der Solo im Gegensatz zu den rechteckigen Standard-Clustern erstmals auch mit LED-Rücklichtern angeboten.

## Originalvarianten

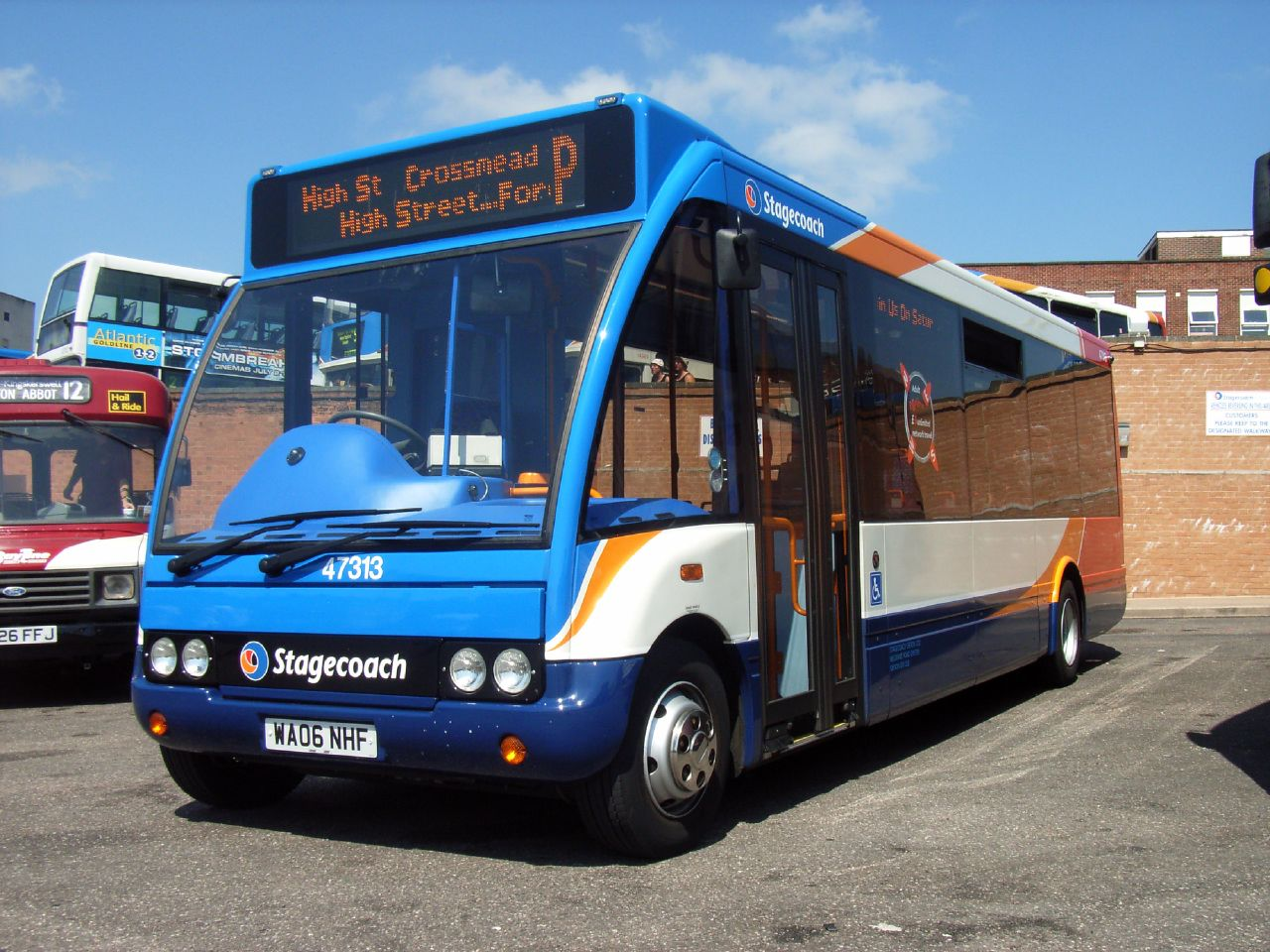
Ein Optare Solo Slimline steht auf einem Pausenplatz

### Slimline
Eine schmale Version mit dem Namen „Slimline“ wurde 2004 auf den Markt gebracht und erstmals im August selben Jahres in Dienst gestellt. Der Slimline ist für alle Längen außer dem M990 verfügbar und wird durch ein SL-Suffix im Fahrgestellcode gekennzeichnet, z. B. M780SL für eine 7,8 m lange Version. Die Besonderheit ist die sonst nicht für den Solo sonst übliche Breite von 2,33 m. Er hat in allen Varianten 25 Sitzplätze und ersetzte den Optare MetroRider.
Durch seine kompakte Größe hat sich besonders der M780SL zu einer beliebten Wahl für den Ersatz von Kleinbussen der früheren Generation wie dem MCW Metrorider und anderen Bussen auf Van-Basis gemacht.

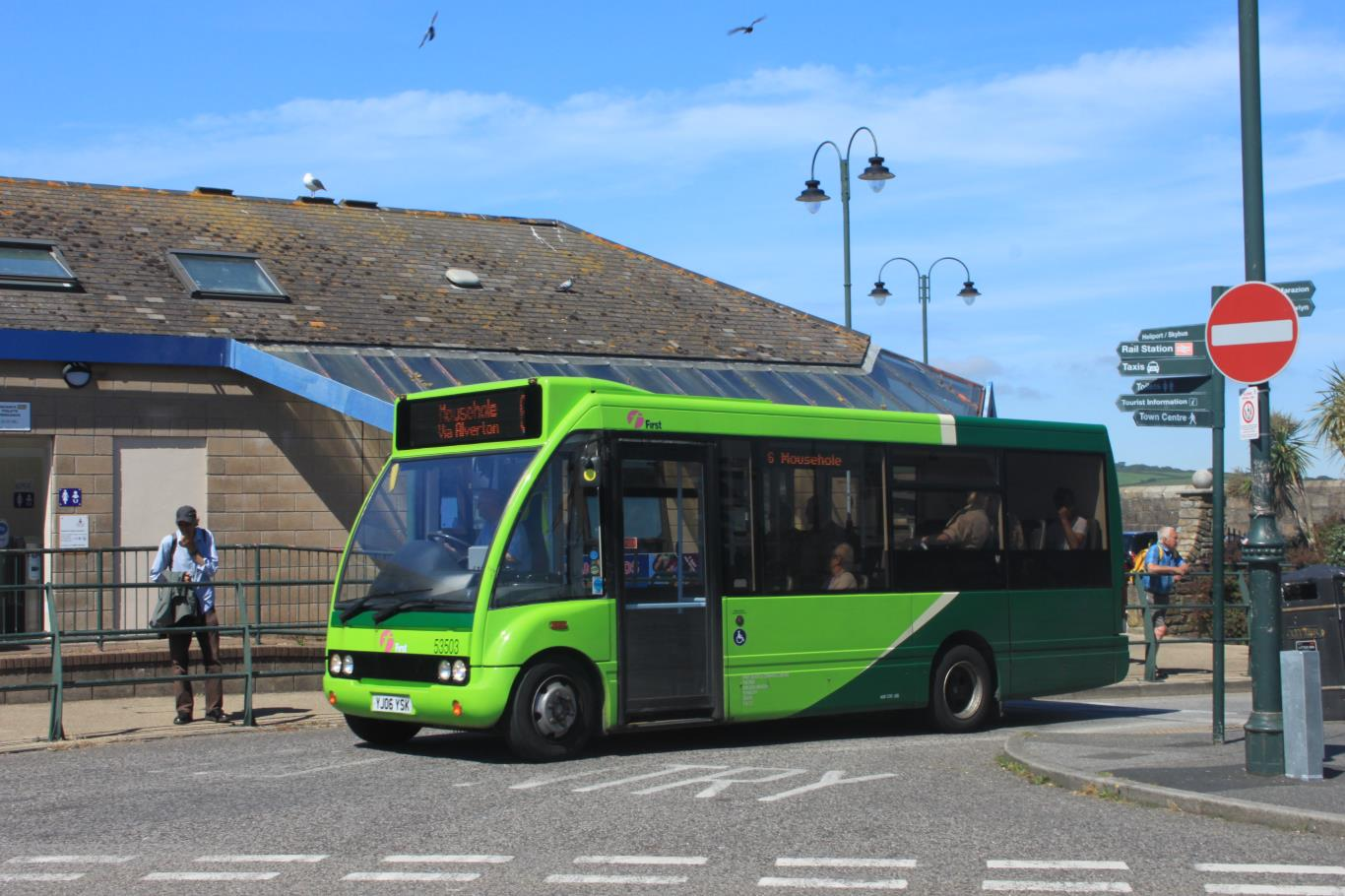
Der Optare Solo SE mit einer einteiligen Tür am Bahnhof Penzance

### SE
Im Juni stelle die Firma Optare eine neue Variante des Solos vor – den Solo SE. Es ist mit einer Länge von 7,1 m das kürzeste Modell und besitzt 23 Sitzplätze. Optional kann auch eine einteilige Eingangstür statt einer zweiteiligen eingebaut werden. Da es eine Variante des Slimline ist, ist er ebenfalls 2,33 m breit.

### EV
Im März 2009 brachte Optare die vollelektrische Version des Solo, den Solo EV, auf den Markt. Die Höchstgeschwindigkeit des Fahrzeugs ist auf 90 km / h begrenzt. Seit Sommer 2013 verwendet es ein hocheffizientes Permanentmagnet-Motorgetriebe MAGTEC P180 mit einer Leistung von 204 PS (150 kW), das von zwei Bänken mit Valence-Lithium-Ionen-Phosphat-Batterien angetrieben wird. Die beiden Batterie-Packs arbeiten parallel und liefern 307 V mit einer Gesamtkapazität von 92 kWh.

## Solo+
Zum 10-jährigem Jubiläum des Optare Solos wurde auf der Euro Bus Expo 2008 die komplett neue Variante Solo+ vorgestellt. Das Design entsprach dem vom Optare Rapta, der auf der gleichen Veranstaltung präsentiert wurde. Es sah die Rückkehr der flachen Seitenfenster und des Daches sowie ein steileres Frontend mit einer integrierten Zielbox. Vorgeschlagene Optionen umfassten einen vollelektrischen Antrieb.
Jedoch wurden später die Pläne zur Herstellung des Solo+ verworfen. Das neue Produkt stieß auf eine schlechte Marktresonanz und schaffte es nie über die Prototypenphase hinaus. Die Weiterentwicklung, die erforderlich ist, um das Produkt gegenüber früheren Modellen zu verbessern, wurde möglicherweise als zu groß und kostspielig angesehen, da die Pläne zurückgestellt wurden.

## Solo SR
Im Oktober 2007 stelle Optare auf der Coach & Bus show den Solo SR vor. Es handelt sich um eine komplett neu gestaltete Version der Solo-Zeichenstile des Versa, wie z. B. die gebogenen Seitenfenster und das geschwungene Dach. Einige Merkmale des alten Solo wie die gebogene Windschutzscheibe und die ungewöhnliche Fahrwerksanordnung mit den Vorderrädern vor der Tür wurden beibehalten. Ein weiteres neues ungewöhnliches Merkmal des Solo SR ist das Fehlen einer Zielbox beim Standardmodell. Der Hersteller bietet dies jedoch als Option für individuelle Kundenspezifikationen an.
Im Januar 2012 gab Optare bekannt, dass der überarbeitete Solo SR den Standard Solo sowohl für den britischen als auch für den Exportmarkt ersetzen wird, wobei das Standarddesign aus dem Verkauf genommen wird.
Er war dann in den Varianten 7,1 m, 7,8 m, 8,9 m und 9,6 m erhältlich, alle in der Slimline-Version (2,35 m breit). Modelle mit 8,9 m und 9,6 m sind in der größeren Breite von 2,5 m erhältlich. Alle Solo SR von 2012 verfügen über eine gebogene Seitenverglasung und ein hochwertiges Interieur, das bis zu 37 Sitzplätze in der längsten Ableitung ermöglicht.
Einige der Karosserieteile wurden neu gestaltet, um die Vorteile des kürzlich veröffentlichten Tempo SR-Designs zu nutzen, das sowohl Gewicht als auch Kosten reduziert und den Kraftstoffverbrauch weiter verbessert.

### Hybrid
Der dieselelektrische Hybrid-Eindeckerbus bietet Platz für 53 Fahrgäste, wobei die Konfiguration geändert werden kann, um Sitzplätze für bis zu 34 Passagiere plus einen Rollstuhl mit zusätzlichen Stehplätzen zu bieten. Der Spitzenstrombedarf wird durch Batterien gedeckt, die vom Dieselgenerator an Bord aufgeladen werden.

### EV
Eine batterieelektrische Variante des Solo SR mit einer maximalen Batteriekapazität von 135 kWh wurde 2023 von Switch Mobility lanciert. Die ersten sechs Solo SR EV wurden bei Translink Ulsterbus für den Einsatz in Coleraine in Dienst gestellt, wobei zwei der sechs für den Giant’s Causeway-Shuttle-Service vorgesehen waren.

## Einsätze

### Großbritannien

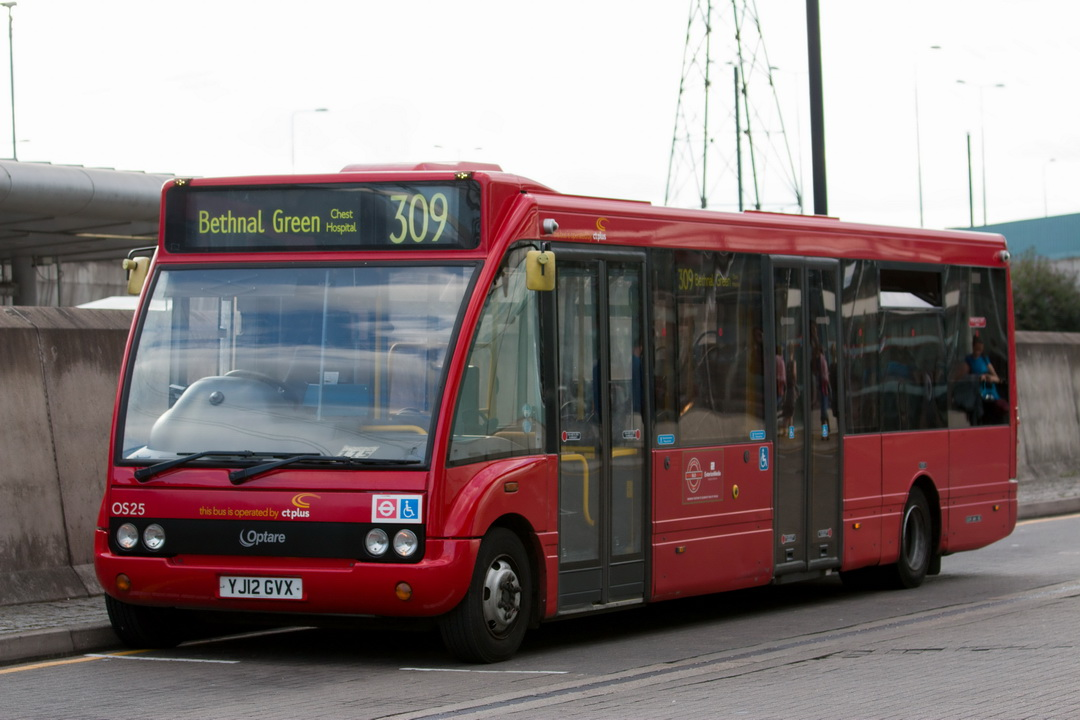
CT Plus Solo M960 in Großbritannien

Die ersten 32 Optare Solos wurden 1998 bei Wilts & Dorset in Dienst gestellt, um in der Stadt Poole den Busverkehr auf Niederflurbetrieb umzustellen. Später kamen noch 53 weitere hinzu. Arriva, FirstGroup, Go-Ahead, Stagecoach Group, Wellglade Group und Travel West Midlands (heute National Express Group) erteilten nachfolgende Bestellungen, wobei alle große Flotten betrieben hatten. Viele Solos gelangten auch zu den Transport-for-London-Betreiber Arriva London, Quality Line, Metrobus und Travel London. In Jersey ist eine Flotte von über 30 von LibertyBus betriebenen Bussen im Einsatz. Insgesamt 60 Optare Solo Slimline werden auch in Nordirland von Translink Ulsterbus betrieben.

### Europa

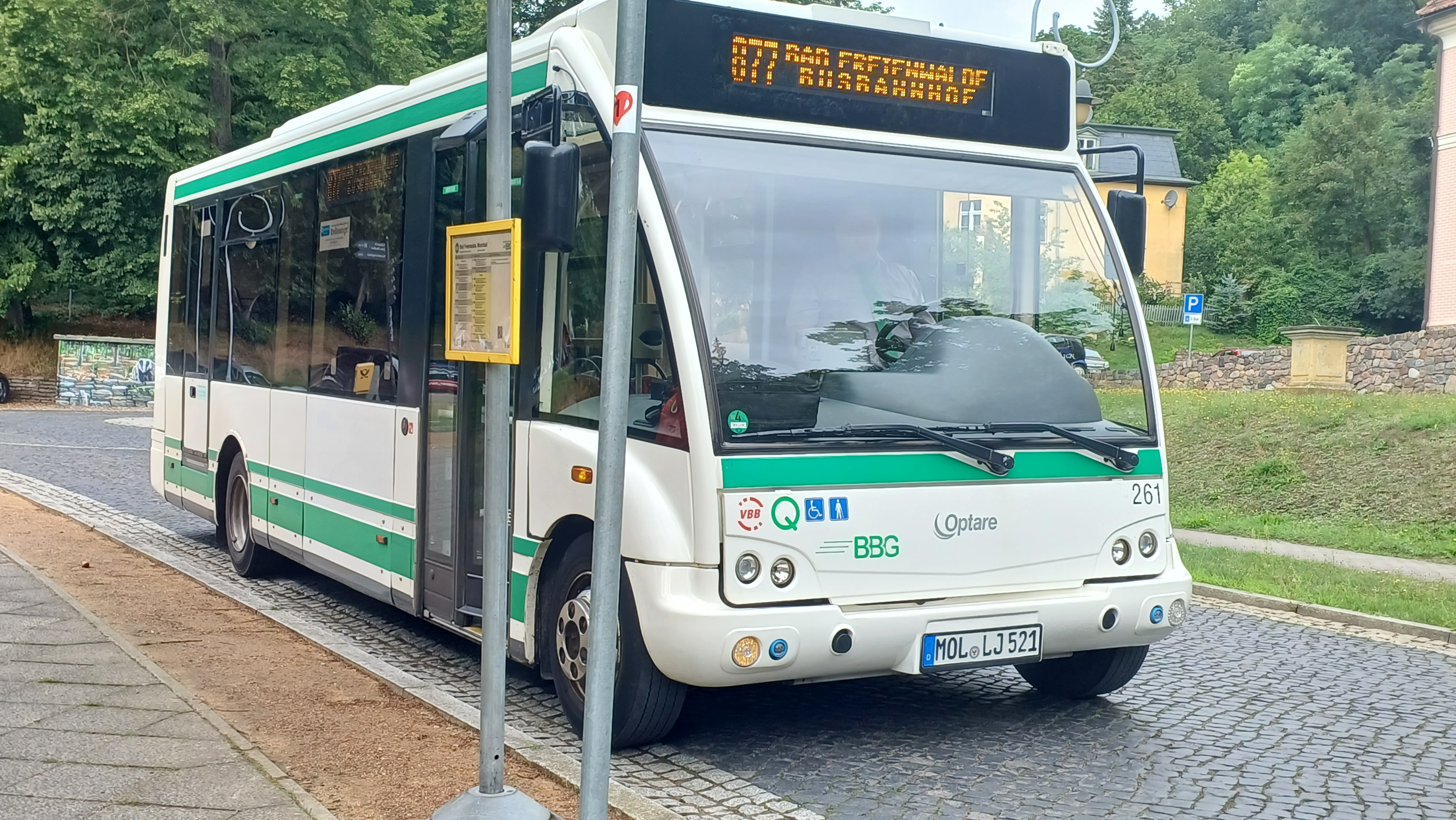
Ein Optare Solo M810L der BBG in Linkslenker-Variante steht in Bad Freienwalde

In Deutschland sind insgesamt 4 Optare Solo und 8 Optare Solo SR im Einsatz. Dabei besitzt Nordsachsen Mobil mit Sitz in Oschatz alle deutschen Solo SR und einen normalen Solo. Sie kommen meist im Stadtbusverkehr zum Einsatz. Die Barnimer Busgesellschaft mit Sitz in Eberswalde besitzt die restlichen 3 Solos (früher 4). Sie besitzt einen (früher 2) M1020L, einen M810L sowie einen M950L. Die Busse kommen ebenfalls meist im Stadtbusverkehr zum Einsatz.
Der niederländische Betreiber Syntus (heute Keolis Nederland) kaufte 2010 insgesamt 25 Optare Solos. Im Jahr 2015 wurden Solo-Elektrofahrzeuge nach Karlstad in Schweden geliefert. In Ungarn kaufte Kapos Volán einen Solo, der in Siófok zum Einsatz kommt.

### Asien

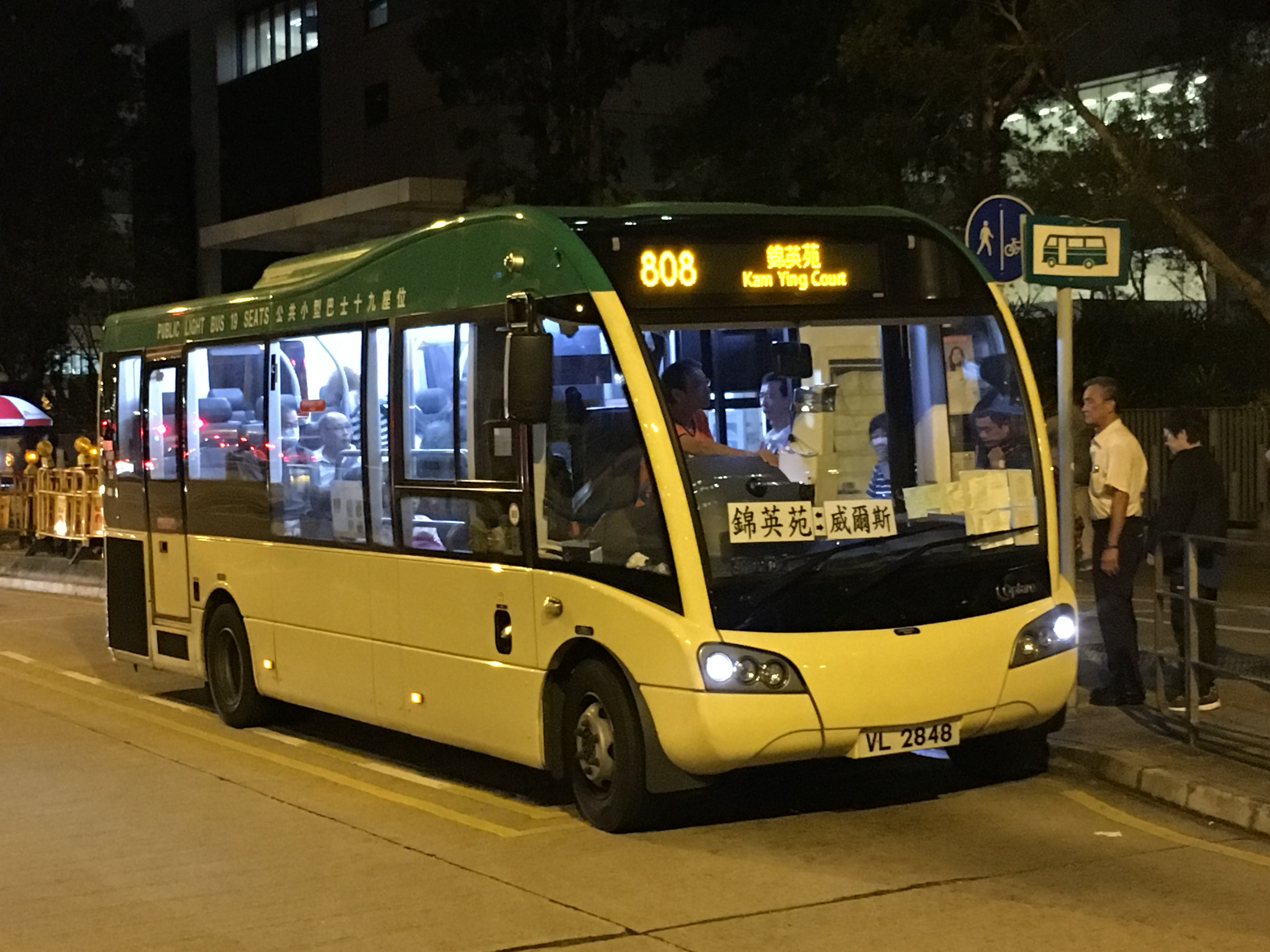
Ein Optare Solo in Hongkong

In Hongkong kauften AMS Public Transport (chinesisch: 進智公交) und Koon Wing Motor Limited (chinesisch: 冠榮車行) jeweils einen Optare Solo SR für ihren Stadtbusverkehr. Der Optare Solo SR war das erste Modell eines Niederflurbusses, der in Hongkong eingesetzt wurde.

### Australasien
In Neuseeland importierte Reesby Buses neun Solo M880 für den Einsatz in Rotorua. In Australien wurden Optare Solos von SkyBus, Transdev Melbourne und Ventura Bus Lines in Melbourne, Bus Queensland in Toowoomba und Hamilton Island gekauft.

### Malta
Im Jahr 2011 kaufte Arriva Malta neun Optare Solo Hybrid für einige ihrer Strecken in Malta und Gozo. Nachdem Arriva den Busbetrieb dort aufgrund von vielen Problemen wieder abgegeben hatte, wurden die Solos an die maltesischen öffentlichen Verkehrsmittel abgegeben.
Darüber hinaus liehen die maltesischen öffentlichen Verkehrsmittel zwischen 2014 und 2015 23 Optare Solo SR, um die Beförderungskapazität zu erhöhen. Diese Busse wurden im September 2015 jedoch wieder an das Vereinigte Königreich zurückgegeben.

### Naher Osten
Im Jahr 2010 wurden vier Solos vom israelischen Betreiber Dan Bus Company gekauft.
Solobusse wurden von der RTA in Dubai gekauft. Optare sollte Dubai bis zum ersten Quartal 2019 mit 94 Bussen im Wert von etwa 18 Millionen britischen Pfund beliefern.

### Nordamerika

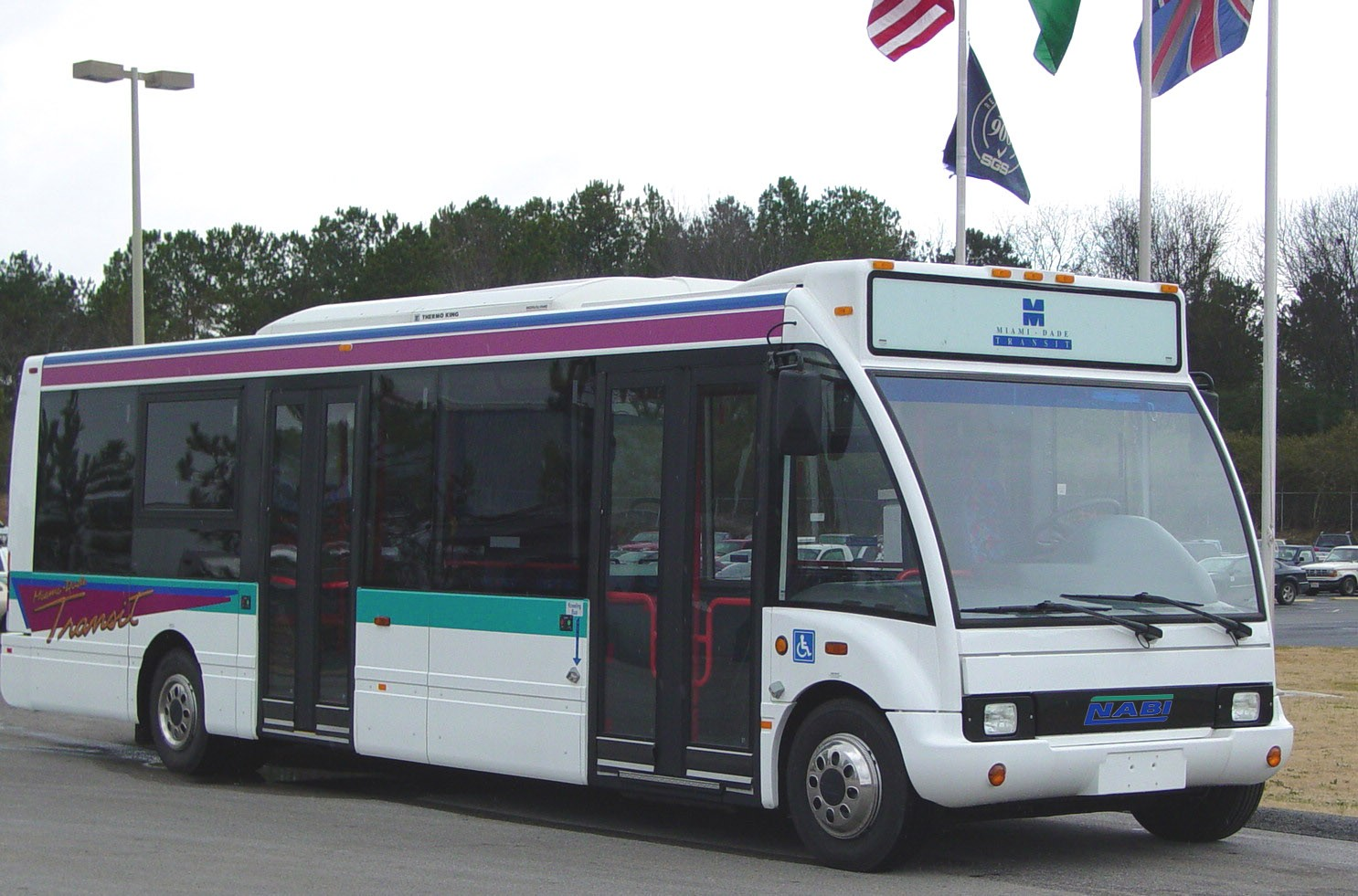
Der in den USA hergestellte 30-LFN mit zwei Türen in Miami

In den Vereinigten Staaten wurde von 2003 bis 2005 eine Linkslenker-Version des Solo von North American Bus Industries (die damals Optare besaß) als 30-LFN verkauft. Hauptabnehmer waren American Eagle Airlines und Miami-Dade Transit. Der Verkauf von Optare durch die NABI in Verbindung mit schlechten Verkäufen führte zu ihrem Niedergang auf dem US-Markt.

### Republik Irland
Sämtliche Solo Slimline wurden in Irland für den Busverkehr der Stadt Bray, betrieben von Finnegan Bray, gekauft. Weitere Optare Solos betreibt das Unternehmen Bus Éireann.

### Südafrika
Im Jahr 2012 lieferte Optare den ersten von 190 Solo SR für das Bus-Rapid-Transit-System MyCiTi in Kapstadt. Diese wurden als Knock-Down-Kits (sprich in Einzelteilen) geliefert und vor Ort zusammengebaut.